# Limenitis undifragus
Limenitis undifragus är en fjärilsart som beskrevs av Hans Fruhstorfer 1906. Limenitis undifragus ingår i släktet Limenitis och familjen praktfjärilar. Inga underarter finns listade i Catalogue of Life.